# Кесшур (Шарканский район)
Кесшур — деревня в Шарканском районе Удмуртской республики.

## География
Находится в центральной части Удмуртии на расстоянии приблизительно 9 км на запад по прямой от районного центра села Шаркан.

## История
Основана в 1872 году переселенцами из починка Ворчинского (Корчумвай). В 1893 году здесь (починок Кезьшур) 37 дворов, в 1905 (уже Кесшур)- 41. С 1932 года деревня. До 2021 года входила в состав Вортчинского сельского поселения.

## Население
Постоянное население составляло 203 человека (1893, 91 русский и 112 удмуртов), 243 (1905), 110 человек в 2002 году (удмурты 62 %, русские 38 %), 131 в 2012.